# Лейстон Пікетт
Лейстон Пікетт (англ. Leiston Pickett, 6 лютого 1992) — австралійська плавчиня.
Учасниця Олімпійських Ігор 2012 року.
Призерка Чемпіонату світу з плавання на короткій воді 2010 року.
Призерка Пантихоокеанського чемпіонату з плавання 2010 року.
Переможниця Ігор Співдружності 2010, 2014 років, призерка 2018 року.